# Marie Nicolas
Marie Joséphine Nicolas (1845 – 1903) foi uma pintora francesa.
Nicolas nasceu em Villers-Cotterêts, Aisne e também era conhecida como Marie Nicholas ou Marie Joséphine Drapier. Ela foi aluna de Levasseur e Charles Joshua Chaplin e é conhecida por retratos e obras de género. Ela apresentou o seu trabalho pela primeira vez no Salão de Paris em 1867 e o seu trabalho de 1882, Padre Ricard, foi incluído no livro Mulheres Pintoras do Mundo.

## Trabalhos selecionados
Fillette en prière
Jeune Bretonne et sa poupée (1889)